# Scarpa d'oro
La Scarpa d'oro è un riconoscimento calcistico conferito ogni stagione al miglior cannoniere militante in un campionato europeo. Il punteggio è  calcolato moltiplicando il numero di reti messe a segno in partite di campionato per il coefficiente di difficoltà del campionato stesso.
Fino al 1991 veniva preso in considerazione il vero numero di segnature, permettendo spesso la vittoria del trofeo a giocatori che militavano in competizioni nazionali di minor prestigio. Dal 1992 al 1996 il premio non è stato assegnato. Con l'introduzione (dall'edizione del 1997) della ponderazione in base al coefficiente UEFA, la "Scarpa d'oro" è stata vinta da svariati attaccanti, militanti in campionati di variegata difficoltà.
Lo stesso giocatore può, nel corso della stessa stagione, cambiare squadra o anche competizione; generalmente i gol segnati sono sempre validi per l'assegnazione del punteggio in graduatoria. L'eccezione si verifica in caso il giocatore militi in campionati che si giochino in stagioni diverse, per esempio i campionati nordici quali quelli di Svezia, Norvegia, che si giocano principalmente in estate, e quelli classici come la Serie A, la Premier League o la Bundesliga, che si giocano invece in inverno e primavera. In questo caso la somma delle segnature non può essere attuata.

## Albo d'oro

### Dal 1968 al 1991
Tra 1968 e il 1991, la Scarpa d'oro è stata assegnata al migliore marcatore tra tutti i campionati europei, senza pesare la difficoltà dei campionati nei quali i cannonieri hanno segnato.
| Stagione | Nome              | Squadra             | Gol |
| -------- | ----------------- | ------------------- | --- |
| 1967-68  | Eusébio           | Benfica             | 42  |
| 1968-69  | Petăr Žekov       | CSKA Sofia          | 36  |
| 1969-70  | Gerd Müller       | Bayern Monaco       | 38  |
| 1970-71  | Josip Skoblar     | Olympique Marsiglia | 44  |
| 1971-72  | Gerd Müller       | Bayern Monaco       | 40  |
| 1972-73  | Eusébio           | Benfica             | 40  |
| 1973-74  | Héctor Yazalde    | Sporting Lisbona    | 46  |
| 1974-75  | Dudu Georgescu    | Dinamo Bucarest     | 33  |
| 1975-76  | Sōtīrīs Kaïafas   | Omonia              | 39  |
| 1976-77  | Dudu Georgescu    | Dinamo Bucarest     | 47  |
| 1977-78  | Hans Krankl       | Rapid Vienna        | 41  |
| 1978-79  | Kees Kist         | AZ Alkmaar          | 34  |
| 1979-80  | Erwin Vandenbergh | Lierse              | 39  |
| 1980-81  | Georgi Slavkov    | Trakia Plovdiv      | 31  |
| 1981-82  | Wim Kieft         | Ajax                | 32  |
| 1982-83  | Fernando Gomes    | Porto               | 36  |
| 1983-84  | Ian Rush          | Liverpool           | 32  |
| 1984-85  | Fernando Gomes    | Porto               | 39  |
| 1985-86  | Marco van Basten  | Ajax                | 37  |
| 1986-87  | Toni Polster      | FK Austria Wien     | 39  |
| 1987-88  | Tanju Çolak       | Galatasaray         | 39  |
| 1988-89  | Dorin Mateuț      | Dinamo Bucarest     | 43  |
| 1989-90  | Hugo Sánchez      | Real Madrid         | 38  |
| 1989-90  | Hristo Stoičkov   | CSKA Sofia          | 38  |
| 1990-91  | Darko Pančev      | Stella Rossa        | 34  |

### Dal 1991 al 1996
La Scarpa d'oro non fu assegnata dalla stagione 91 - 92 alla stagione 95 - 96.

### Dal 1997 a oggi
I vincitori della Scarpa d'oro dall'introduzione del nuovo sistema di punteggio basato sul coefficiente UEFA. Valgono 2 punti i gol realizzati nei campionati piazzati dal primo al quinto posto, 1,5 quelli realizzati nei campionati piazzati tra la sesta e la ventiduesima posizione, 1 tutti gli altri.
| Stagione | Nome               | Squadra             | Gol | Punti |
| -------- | ------------------ | ------------------- | --- | ----- |
| 1996-97  | Ronaldo            | Barcellona          | 34  | 68    |
| 1997-98  | Nikos Machlas      | Vitesse             | 34  | 68    |
| 1998-99  | Jardel             | Porto               | 36  | 54    |
| 1999-00  | Kevin Phillips     | Sunderland          | 30  | 60    |
| 2000-01  | Henrik Larsson     | Celtic              | 35  | 52,5  |
| 2001-02  | Jardel             | Sporting Lisbona    | 42  | 63    |
| 2002-03  | Roy Makaay         | Deportivo La Coruña | 29  | 58    |
| 2003-04  | Thierry Henry      | Arsenal             | 30  | 60    |
| 2004-05  | Thierry Henry      | Arsenal             | 25  | 50    |
| 2004-05  | Diego Forlán       | Villarreal          | 25  | 50    |
| 2005-06  | Luca Toni          | Fiorentina          | 31  | 62    |
| 2006-07  | Francesco Totti    | Roma                | 26  | 52    |
| 2007-08  | Cristiano Ronaldo  | Manchester United   | 31  | 62    |
| 2008-09  | Diego Forlán       | Atlético Madrid     | 29  | 58    |
| 2009-10  | Lionel Messi       | Barcellona          | 34  | 68    |
| 2010-11  | Cristiano Ronaldo  | Real Madrid         | 40  | 80    |
| 2011-12  | Lionel Messi       | Barcellona          | 50  | 100   |
| 2012-13  | Lionel Messi       | Barcellona          | 46  | 92    |
| 2013-14  | Cristiano Ronaldo  | Real Madrid         | 31  | 62    |
| 2013-14  | Luis Suárez        | Liverpool           | 31  | 62    |
| 2014-15  | Cristiano Ronaldo  | Real Madrid         | 48  | 96    |
| 2015-16  | Luis Suárez        | Barcellona          | 40  | 80    |
| 2016-17  | Lionel Messi       | Barcellona          | 37  | 74    |
| 2017-18  | Lionel Messi       | Barcellona          | 34  | 68    |
| 2018-19  | Lionel Messi       | Barcellona          | 36  | 72    |
| 2019-20  | Ciro Immobile      | Lazio               | 36  | 72    |
| 2020-21  | Robert Lewandowski | Bayern Monaco       | 41  | 82    |
| 2021-22  | Robert Lewandowski | Bayern Monaco       | 35  | 70    |
| 2022-23  | Erling Haaland     | Manchester City     | 36  | 72    |
| 2023-24  | Harry Kane         | Bayern Monaco       | 36  | 72    |
| 2024-25  | Kylian Mbappé      | Real Madrid         | 31  | 62    |

## Plurivincitori
Vincitori di 6 edizioni:
- Lionel Messi (2010, 2012, 2013, 2017, 2018, 2019)

Vincitori di 4 edizioni:
- Cristiano Ronaldo (2008, 2011, 2014, 2015)

Vincitori di 2 edizioni:
- Gerd Müller (1970, 1972)
- Eusébio (1968, 1973)
- Dudu Georgescu (1975, 1977)
- Fernando Gomes (1983, 1985)
- Jardel (1999, 2002)
- Thierry Henry (2004, 2005)
- Diego Forlán (2005, 2009)
- Luis Suárez (2014, 2016)
- Robert Lewandowski (2021, 2022)

## Classifica per club
| Pos. | Squadra             | Titoli | Giocatori                                                                                                   |
| ---- | ------------------- | ------ | --- |
| 1.   | Barcellona          | 8      | Ronaldo (1996-97) Lionel Messi (2009-10, 2011-12, 2012-13, 2016-17, 2017-18, 2018-19) Luis Suárez (2015-16) |
| 2.   | Bayern Monaco       | 5      | Gerd Müller (1969-70, 1971-72) Robert Lewandowski (2020-21, 2021-22) Harry Kane (2023-24)                   |
| 2.   | Real Madrid         | 5      | Hugo Sánchez (1989-90) Cristiano Ronaldo (2010-11, 2013-14, 2014-15) Kylian Mbappé (2024-25)                |
| 4.   | Dinamo Bucarest     | 3      | Dudu Georgescu (1974-75, 1976-77) Dorin Mateuț (1988-89)                                                    |
| 4.   | Porto               | 3      | Fernando Gomes (1982-83, 1984-85) Jardel (1998-99)                                                          |
| 6.   | Benfica             | 2      | Eusébio (1967-68, 1972-73)                                                                                  |
| 6.   | CSKA Sofia          | 2      | Petar Zhekov (1968-69) Hristo Stoičkov (1989-90)                                                            |
| 6.   | Sporting Lisbona    | 2      | Héctor Yazalde (1973-74) Jardel (2001-02)                                                                   |
| 6.   | Ajax                | 2      | Wim Kieft (1981-82) Marco van Basten (1985-86)                                                              |
| 6.   | Arsenal             | 2      | Thierry Henry (2003-04, 2004-05)                                                                            |
| 6.   | Liverpool           | 2      | Ian Rush (1983-84) Luis Suárez (2013-14)                                                                    |
| 13.  | Olympique Marsiglia | 1      | Josip Skoblar (1970-71)                                                                                     |
| 13.  | Omonia              | 1      | Sōtīrīs Kaïafas (1975-76)                                                                                   |
| 13.  | Rapid Vienna        | 1      | Hans Krankl (1977-78)                                                                                       |
| 13.  | AZ Alkmaar          | 1      | Kees Kist (1978-79)                                                                                         |
| 13.  | Lierse              | 1      | Erwin Vandenbergh (1979-80)                                                                                 |
| 13.  | Trakia Plovdiv      | 1      | Georgi Slavkov (1980-81)                                                                                    |
| 13.  | Austria Vienna      | 1      | Toni Polster (1986-87)                                                                                      |
| 13.  | Galatasaray         | 1      | Tanju Çolak (1987-88)                                                                                       |
| 13.  | Stella Rossa        | 1      | Darko Pančev (1990-91)                                                                                      |
| 13.  | Vitesse             | 1      | Nikos Machlas (1997-98)                                                                                     |
| 13.  | Sunderland          | 1      | Kevin Phillips (1999-00)                                                                                    |
| 13.  | Celtic              | 1      | Henrik Larsson (2000-01)                                                                                    |
| 13.  | Deportivo La Coruña | 1      | Roy Makaay (2002-03)                                                                                        |
| 13.  | Villarreal          | 1      | Diego Forlán (2004-05)                                                                                      |
| 13.  | Fiorentina          | 1      | Luca Toni (2005-06)                                                                                         |
| 13.  | Roma                | 1      | Francesco Totti (2006-07)                                                                                   |
| 13.  | Manchester Utd      | 1      | Cristiano Ronaldo (2007-08)                                                                                 |
| 13.  | Atlético Madrid     | 1      | Diego Forlán (2008-09)                                                                                      |
| 13.  | Lazio               | 1      | Ciro Immobile (2019-20)                                                                                     |
| 13.  | Manchester City     | 1      | Erling Haaland (2022-23)                                                                                    |

## Classifica per nazionalità del giocatore
| Pos. | Nazione     | Titoli |
| ---- | ----------- | ------ |
| 1.   | Portogallo  | 8      |
| 2.   | Argentina   | 7      |
| 3.   | Paesi Bassi | 4      |
| 3.   | Uruguay     | 4      |
| 5.   | Brasile     | 3      |
| 5.   | Romania     | 3      |
| 5.   | Bulgaria    | 3      |
| 5.   | Italia      | 3      |
| 5.   | Francia     | 3      |
| 10.  | Germania    | 2      |
| 10.  | Austria     | 2      |
| 10.  | Jugoslavia  | 2      |
| 10.  | Russia      | 2      |
| 10.  | Polonia     | 2      |
| 10.  | Inghilterra | 2      |
| 16.  | Belgio      | 1      |
| 16.  | Svezia      | 1      |
| 16.  | Messico     | 1      |
| 16.  | Galles      | 1      |
| 16.  | Turchia     | 1      |
| 16.  | Cipro       | 1      |
| 16.  | Grecia      | 1      |
| 16.  | Armenia     | 1      |
| 16.  | Georgia     | 1      |
| 16.  | Norvegia    | 1      |

## Classifica per nazionalità del club
| Pos. | Nazionalità       | Titoli | Club                                                                                      |
| ---- | ----------------- | ------ | ----------------------------------------------------------------------------------------- |
| 1.   | Spagna            | 16     | Barcellona (8) Real Madrid (5) Deportivo La Coruña (1) Villarreal (1) Atlético Madrid (1) |
| 2.   | Portogallo        | 7      | Porto (3) Benfica (2) Sporting Lisbona (2)                                                |
| 2.   | Inghilterra       | 7      | Arsenal (2) Liverpool (2) Sunderland (1) Manchester Utd (1) Manchester City (1)           |
| 4.   | Germania          | 5      | Bayern Monaco (5)                                                                         |
| 5.   | Paesi Bassi       | 4      | Ajax (2) AZ Alkmaar (1) Vitesse (1)                                                       |
| 6.   | Romania           | 3      | Dinamo Bucarest (3)                                                                       |
| 6.   | Bulgaria          | 3      | CSKA Sofia (2) Trakia Plovdiv (1)                                                         |
| 6.   | Scozia            | 3      | Rangers (2) Celtic (1)                                                                    |
| 6.   | Italia            | 3      | Fiorentina (1) Roma (1) Lazio (1)                                                         |
| 10.  | Austria           | 2      | Rapid Vienna (1) Austria Vienna (1)                                                       |
| 11.  | Francia           | 1      | Olympique Marsiglia (1)                                                                   |
| 11.  | Cipro             | 1      | Omonia (1)                                                                                |
| 11.  | Belgio            | 1      | Lierse (1)                                                                                |
| 11.  | Turchia           | 1      | Galatasaray (1)                                                                           |
| 11.  | Jugoslavia/Serbia | 1      | Stella Rossa (1)                                                                          |